# Grenoble–Isère repülőtér
A Grenoble–Isère repülőtér (IATA: GNB, ICAO: LFLS) egy nemzetközi repülőtér Franciaországban, Grenoble közelében. A repülőtér szezonális járatokat fogad. Éves utasforgalma 191 195 fő (2022).
A repülőtéren található az École nationale de l'aviation civile (Francia Polgári Repülési Egyetem) kampusza.

## Futópályák
A repülőtér futópályái:
- 09/27

## Légitársaságok és úticélok
| Légitársaság    | Célállomások                                                                                                  |
| --------------- | --- |
| Aurigny         | Szezonális: Guernsey                                                                                          |
| British Airways | Szezonális: London–Gatwick, London–Heathrow                                                                   |
| easyJet         | Szezonális: Bristol, Edinburgh, Liverpool, London–Gatwick, London–Luton                                       |
| Jet2.com        | Szezonális: Birmingham, Bristol (2021 december 19-től), London–Stansted, Manchester, Newcastle upon Tyne      |
| Ryanair         | Szezonális: Bristol, Dublin, London-Luton (2021 október 31-től), London–Stansted, Porto (2021 november 1-től) |
| Transavia       | Szezonális: Rotterdam/The Hague                                                                               |
| Wizz Air        | Szezonális: London–Luton, Varsó–Chopin                                                                        |

## Forgalom
Az utasforgalom az elmúlt években az alábbi módon változott:
| Utasok száma | 271 809 | 259 028 | 178 085 | 271 407 | 469 777 | 336 839 | 320 647 | 304 700 | 307 979 | 191 195 |
|              | 1997    | 2000    | 2003    | 2005    | 2008    | 2011    | 2014    | 2016    | 2019    | 2022    |